# NGC 3201
NGC 3201（Caldwell 79、Melotte 99は、ほ座にある球状星団である。中心部の恒星の集中度は非常に低い。この星団は、1826年5月28日にジェームズ・ダンロップによって発見され、彼の1827年の天体カタログに収録された。彼はこの星団を「かなり大きく、かなり明るい、直径4′または5′の丸い星雲。中心に向って非常に少しずつ集中し、それぞれの恒星を簡単に見分けられる。形はいくらか不規則で、恒星はかなり南寄りに散らばっている」と記した。
この星団の視線速度は、既知の星団と比べて490km/sと異常に速い。これは特有速度240km/sに相当し、銀河系の脱出速度よりは低い値である。太陽からは16,300光年離れており、太陽質量の254,000倍と推定されている。この星団の年齢は、約102.4億歳である。
この星団に含まれる恒星は均質ではなく、核からの距離に伴って変化している。恒星の実効温度は、距離が大きくなるほど高くなり、赤く冷たい恒星は核に近い位置にある。2010年時点で、明確に不均質な恒星でできた星団は、この星団の他には、M4だけである。